# Robert Annesley
Robert Annesley (20. února 1900 – 21. února 1979) byl anglo-irský voják a 9. hrabě Annesley.

## Život
Narodil se 20. února 1900 jako syn Arthura Alberta O'Donel Valentia Annesleye a Elizabeth Mary van Ooms. Dne 19. dubna 1922 se oženil s Norou Harrison s dcerou Waltera Harrisona. Spolu měli tři děti:
- Patrick Annesley, 10. hrabě Annesley (1924-2001)
- Philip Harrison Annesley, 11. hrabě Annesley (1927-2011)
- Michael Robert Annesley, 12. hrabě Annesley (nar. 1933)

Bojoval ve 2. světové válce v oddílu Royal Corps of Signals. Byl také státním úředníkem.
Dne 29. června 1957 zdědil titul hraběte Annesley.
Zemřel 21. února 1979.